# Sergio Fenoy
Sergio Alfredo Fenoy (Rosario, 19. svibnja 1959.) je argentinski katolički nadbiskup. Od 2007. bio je biskup San Miguela. Dana 17. travnja 2018. postao je nadbiskup metropolit Santa Fe de la Vera Cruza. Nadbiskupiju je preuzeo 9. lipnja iste godine.

## Biografija
Rođen u gradu Rosario u provinciji Santa Fe, 19. svibnja 1959. godine. Završio je osnovno obrazovanje u Školi br. 526 pokrajine Córdoba, a srednju školu na Institutu "Constancio Carlos Vigil"; obje institucije u njegovom rodnom gradu. Nakon što je otkrio svoj redovnički poziv, nastavio je studirati filozofiju i teologiju u Nadbiskupijskom sjemeništu San Carlos Borromeo u Capitánu Bermúdezu.
Za svećenika ga je  2. prosinca 1983. na natkrivenom stadionu Club Atlético Provincial zaredio tadašnji metropolitanski nadbiskup Jorge Manuel López .
Potom se preselio u Italiju kako bi nastavio viši studij, gdje je stekao licenciju iz kanonskog prava na Papinskom sveučilištu Gregoriana u Rimu.
Nekoliko godina kasnije, 3. travnja 1999., postao je  biskup, kada ga je papa Ivan Pavao II. imenovao naslovnim biskupom Satafisa i pomoćnim biskupom Nadbiskupije Rosario.
Papa Benedikt XVI. imenovao ga je 5. prosinca 2006. biskupom biskupije San Miguell.
Papa Franjo ga je 17. travnja 2018. imenovao nadbiskupom Santa Fe de la Vera Cruza. Pastoralnu službu započeo je 9. lipnja 2018. godine.
U Argentinskoj biskupskoj konferenciji (CEA) član je Biskupskog povjerenstva za vjeru i kulturu te Biskupske komisije Papinskog argentinskog katoličkog sveučilišta Santa María de los Buenos Aires (UCA).